# Perilestes attenuatus
Perilestes attenuatus är en trollsländeart som beskrevs av Selys 1886. Perilestes attenuatus ingår i släktet Perilestes och familjen Perilestidae. IUCN kategoriserar arten globalt som livskraftig. Inga underarter finns listade i Catalogue of Life.